# Чернушка мраморная
Чернушка мраморная, или чернушка круглокрылая (лат. Erebia discoidalis), — дневная бабочка из рода Erebia в составе семейства бархатниц.

## Этимология названия
Discoidalis (с латинского) — «округлая, округленная», от латинского discus — круг.

## Описание
Длина переднего крыла 20—24 мм. Размах крыльев 35—46 мм. Верхняя сторона крыльев тёмно-коричневая, без пятен-«глазков». Задние крылья одноцветные, на нижней стороне сероватые, с тёмными пестринами, образующими мраморный рисунок. В Восточной Европе обитает подвид Erebia discoidalis lena лат. Christoph, 1889, отличающийся от других подвидов обширным и тусклым каштановым пятном на центральной части передних крыльях. Иногда таксону lena придают видовой статус.

## Ареал
Лесотундра, северная и средняя тайга от Большеземельской тундры по Сибири до Чукотки, к югу — до Восточного Саяна, Северного Забайкалья; лесотундра Северной Америки. Распространение в Восточной Европе: северная тайга (село Усть-Цильма республики Коми), локально встречается в лесотундре и подзоне южной кустарничковой тундры, на Полярном Урале и, возможно, Приполярном Урале.

## Биология
Генерация — двухгодичная (развитие гусеницы занимает 2 года). Время лёта бабочек с середины июня по начало июля. Бабочки населяют мохово-кустарничковые формации мезотрофных и олиготрофных болот, заболоченные лиственничники и березняки. На Полярном Урале данный вид является одной из самых ранних бабочек. Бабочки встречаются преимущественно у древесной растительности, в редкостойных лесах, где часто сидят на стволах деревьев и обгорелых пнях. Питаются на цветах багульника (Ledum palustre) или горца большого (Polygonum bistorta). Самки откладывают яйца поштучно на сухие стебли кормового растения (осока и мятлик). Развитие яйца длится до двух недель. В первый год зимуют гусеницы 2 — 3 возраста, во второй год — на последнем возрасте.